# Scipione Borghese
Scipione kardinal Borghese [šipjòne borgèze], italijanski rimskokatoliški duhovnik, škof in kardinal, * 1. april 1734, Rim, † 25. december 1782.

## Življenjepis
22. septembra 1759 je prejel duhovniško posvečenje.
5. julija 1765 je bil imenovan za naslovnega nadškofa Teodosie.
23. julija 1766 je bil imenovan za prefekta Prefekture papeškega gospodinjsta; odstopil je 16. septembra 1771.
10. septembra 1770 je bil povzdignjen v kardinala in bil imenovan za kardinal-duhovnika S. Maria sopra Minerva.